# 法科大学院適性試験
法科大学院適性試験（ほうかだいがくいんてきせいしけん）は、かつて、日本における法科大学院の入学判定のために入学志願者の法科大学院における教育に不可欠な基礎学力をはかるために実施されていた共通試験である。単に適性試験とも呼ばれる。
法律的知識や一般教養等が点数を左右する性質の試験ではなく、適性試験の成績と司法試験の成績との間に相関関係があるのか疑問視されていた。
当初は法科大学院に出願しようとする者は受験が必須であったが、2016年ごろの法科大学院改革の中で任意化が提言された際、採用予定校数が僅少であったことなどから、2018年度には実施が見送られ、その後は実施されておらず、実質的に廃止となっている。

## 沿革
- 2002年7月 - 正式実施に備えて、模擬試験を実施。
- 2003年8月
  - 独立行政法人大学入試センターによる「法科大学院適性試験」開始。
  - 財団法人日弁連法務研究財団と社団法人商事法務研究会の共催による「法科大学院統一適性試験」開始。
- 2011年5月 - 適性試験管理委員会による「法科大学院全国統一適性試験」開始。
- 2016年9月 - 文部科学省中央教育審議会（文部科学相の諮問機関）の作業部会は、法科大学院への調査などから、受験生の負担感などから統一適性試験が法科大学院志望者減少の原因のひとつとなっており、収支上の問題を惹起して統一適性試験の存続を困難ならしめるとしても任意化を行う必要があるとする提言を公表した[6]。
- 2018年 - 法科大学院制度開始以降初めて実施が見送られた[3]。同年以降は実施されておらず、実質的に廃止された[4]。

## 試験内容
主に、判断力、思考力、分析力、表現力を判定する問題で構成されるものとされ、学部における専攻や専門性により有利・不利にならないことが謳われていた。

## 法科大学院入試における位置づけ
法科大学院の入学のためには、年間2回実施される適性試験のうち、最低でも1回の適性試験を受験しなければならなかった。
志願者は、適性試験受験の後に成績表とともに出願し、各法科大学院が個別に実施する入学試験を受験することになる。
また、適性試験の得点に関する資格要件として足切りラインを設定する法科大学院もあった。
適性試験の成績は1年限りのもので、翌年以降の法科大学院の入学試験を受験する場合は、別途その年の適性試験を受験する必要があった。

## 実施主体等の変遷
統一適性試験は、司法制度改革による2004年4月の法科大学院創設に合わせて、最初の入学試験が行われた2003年8月から実施されていたが、実施主体等には以下のような変遷があった。

### 2003年-2010年
2010年度までは、下記の2種類の試験が実施されていた。
- 独立行政法人大学入試センターが主催する法科大学院適性試験（DNC）- 第1部が推論・分析力問題（90分・マークシート方式）、第2部が読解・表現力問題（90分・マークシート方式）
- 財団法人日弁連法務研究財団と社団法人商事法務研究会が共催する法科大学院統一適性試験（JLF）- 第1部が論理的判断力を測る問題（40分・マークシート方式）、第2部が分析的判断力を測る問題（40分・マークシート方式）、第3部が長文読解力を測る問題（40分・マークシート方式）、第4部が表現力を測る問題（40分・論述形式）

### 2011年-2017年
- 2011年度から、法科大学院協会、公益財団法人日弁連法務研究財団、社団法人商事法務研究会が共同して設置する適性試験管理委員会が行う法科大学院全国統一適性試験に統合された[7]。統合により、財団法人日弁連法務研究財団と社団法人商事法務研究会が共催していた法科大学院統一適性試験（JLF）形式で、適性試験が年2回実施されていた。
- 2016年、法曹離れによる志望者の減少のため、1回の受験料が1万6200円から2万1600円へと値上げされた。

## 適性試験管理委員会
法科大学院関係者、法曹三者、有識者、公益財団法人日弁連法務研究財団関係者、社団法人商事法務研究会関係者からなる合計12名の委員によって構成されていた。